# Arenales de San Gregorio
Arenales de San Gregorio è un comune spagnolo di 672 abitanti situato nella comunità autonoma di Castiglia-La Mancia.
Il comune venne creato il 20 febbraio 1999 come distaccamento da Campo de Criptana.